# (9793) Torvalds
(9793) Torvalds es un asteroide perteneciente al cinturón de asteroides, descubierto el 16 de enero de 1996 por el equipo del Spacewatch desde el Observatorio Nacional de Kitt Peak, Arizona, Estados Unidos.

## Designación y nombre
Designado provisionalmente como 1996 BW4. Fue nombrado Torvalds en honor al ingeniero informático finlandés Linus Torvalds, creó el sistema operativo de computadora Linux, usado por Spacewatch y otros buscadores de asteroides para su recolección y análisis de datos.

## Características orbitales
Torvalds está situado a una distancia media del Sol de 2,255 ua, pudiendo alejarse hasta 2,616 ua y acercarse hasta 1,894 ua. Su excentricidad es 0,159 y la inclinación orbital 3,651 grados. Emplea 1237,17 días en completar una órbita alrededor del Sol.

## Características físicas
La magnitud absoluta de Torvalds es 15,5. Tiene 4,586 km de diámetro y su albedo se estima en 0,07.